# Templo de Bona Dea
El santuario de Bona Dea, o Templo de Bona Dea (en latín: Aedes Bonae Deae subsaxanae), es un templo romano dedicado a la diosa Bona Dea, situado en Roma, al norte de la parte oriental del Aventino, al sur del extremo oriental del Circo Máximo.

## Localización
Según los catálogos regionales, el santuario se encuentra en Regio XII - Piscina Publica, al pie de la parte del Aventino conocida como Saxum o Remoria, de donde se dice que Remo tomó los auspicios para la fundación de Roma según la tradición, de ahí su denominación de subsaxana o sub Saxoa. El lugar está ocupado actualmente por la iglesia de Santa Balbina all'Aventino. Se cree que es el principal santuario de la región. El lugar lo ocupa actualmente la iglesia de Santa Balbina all'Aventino. Se cree que es el principal santuario de la zona.
El Saxum se identifica con las escarpadas laderas que forman el ángulo septentrional del Aventino menor, punto estratégico incluido en el trazado de la muralla serviana. El santuario pudo establecerse en las laderas septentrionales, intramuros, o en las orientales, por tanto fuera del recinto, cerca de la Vía Apia, en los Horti Asiniani.

## Función
Se cree que Bona Dea Fauna, la primera diosa romana, fue asimilada a la diosa griega Damia, cuyo culto pudo aparecer en Roma tras la toma de Tarento en 272 a .C.  o un poco más tarde. Bona Dea (Damia) es una diosa de la fertilidad y la curación, y su templo es un centro curativo: en su interior, serpientes inofensivas deambulan libremente. Incluye una tienda de hierbas medicinales a la que pueden acceder hombres y mujeres, pero ningún hombre puede entrar en el santuario. Según Sexto Pompeyo Festo, las sacerdotisas encargadas del culto se llaman "Damiatrix". Según Festo, las sacerdotisas encargadas del culto se llaman Damiatrix.

## Historia
Según Ovidio, este templo fue fundado por el Senado y dedicado el 1 de mayo por una vestal llamada Claudia. Se trataría en realidad de otra vestal, Licinia, que según Cicerón dedicó un altar, un edículo y un pulvinar en el mismo lugar (aram et aediculam et pulvinar sub Saxo), en 123 a. C. Diez años más tarde, entre 114 y 113 a. C., esta vestal se encontró en el centro de un escándalo en el que fue acusada de no preservar su virginidad y fue condenada a muerte, emparedada viva. Esta sentencia fue probablemente seguida de una damnatio memoriae y fue entonces cuando su nombre fue sustituido por el de Claudia, modelo irreprochable de castidad. Según esta hipótesis, Licinia podría haber sido la fundadora del santuario de Bona Dea, que estableció en una parte de su propiedad que se había hecho pública.
Sin embargo, el pasaje del discurso Pro domo de Cicerón no aclara el destino de las construcciones y dedicaciones realizadas por la vestal, si fueron destruidas tras un senadoconsulto o si simplemente se trató de eliminar todo aquello que pudiera sugerir la naturaleza pública del santuario. Por lo tanto, es posible que el santuario se conservara pero como un sacrum privatum y no como un aedes publica.
El santuario se considera bastante antiguo, a finales del siglo I a. C., cuando fue restaurado por Livia, tercera esposa de Augusto. Fue restaurado de nuevo bajo Adriano, o reconstruido para adoptar la forma de un templo propiamente dicho. Seguía en pie en el siglo IV. pero hoy en día no queda rastro de él.

### Obras generales
- Ziolkowski, Adam (1992). The temples of Mid-Republican Rome and their historical and topographical context. Saggi di Storia Antica (en inglés) (4). Rome: « L'Erma » di Bretschneider. ISBN 88-7062-798-5.
- Richardson, Lawrence (1992). A New Topographical Dictionary of Ancient Rome (en inglés). Baltimore, (Md.): Johns Hopkins University Press. ISBN 0-8018-4300-6.

### Libros sobre el templo
- Chioffi, L.; Steinby (dir.), Eva Margareta (1993). «Bona Dea Subsaxana». Lexicon Topographicum Urbis Romae : Volume Primo A - C (en italiano) (Edizioni Quasar): 200-201. ISBN 88-7097-019-1.
- Borbonus, Dorian; Haselberger, Lothar (2008). «Boana Dea ("sub Saxo")». Digital Augustan Rome (en inglés).